# Anhui Anqing Auto Works
Anhui Anqing Auto Works war ein Hersteller von Automobilen aus der Volksrepublik China.

## Unternehmensgeschichte
Das Unternehmen wurde 1991 in Anqing gegründet. 1995 begann die Produktion von Omnibussen und 1996 die von Automobilen. Der Markenname lautete Andaer. Jährlich entstanden weniger als 3000 Fahrzeuge. 2003 endete die Produktion, als das Unternehmen in den Bankrott ging.
Ab 2006 planten Investoren aus Taiwan, in dem Werk Elektroautos herzustellen, jedoch entstand bis zur Aufgabe des Projekts im Jahre 2010 nur ein Prototyp.

## Fahrzeuge
Der Personenkraftwagen AAQ 6370 stand von 1996 bis 2003 im Sortiment. Es war ein Minivan auf Basis des Suzuki Alto. Das Fahrzeug war bei einem Radstand von 230 cm 375 cm lang, 158 cm breit und 157 cm hoch. Das Leergewicht war mit 950 kg angegeben. Zur Wahl standen Motoren von Tianjin und Huaihai mit jeweils 993 cm³ Hubraum und 35 kW Leistung.
1999 entstand auf dieser Basis auch ein Fahrzeug mit Elektromotor, der ein Einzelstück blieb.
Darüber hinaus ist der AAQ 6380 genannt. Er war bei gleichem Radstand 385 cm lang, 162 cm breit, 145 cm hoch und wog 1050 kg. Ihn gab es sowohl mit dem oben genannten Tianjin-Motor als auch mit einem gleich großen und gleich starken Motor von Dong’an.